# Stenostelma
Stenostelma es un género de plantas fanerógamas de la familia Apocynaceae. Contiene cinco especies. Es originario de Sudáfrica, Namibia y Zimbawe.

## Descripción
Son plantas herbáceas erguidas  de 10-50 cm de alto, poco ramificadas basalmente, los órganos subterráneos con látex blanco, con un único tubérculo. Las hojas ligeramente ascendentes; lineales (a filiformes), atenuadas basalmente, apicalmente acuminadas, ligeramente revolutas, muy poco pilosas, abaxialmente glabras.
Las inflorescencias son extra-axilares y terminales, solitarias, mucho más cortas que las hojas adyacentes, con 8-12 flores, simples.

## Taxonomía
El género fue descrito por Rudolf Schlechter y publicado en Botanische Jahrbücher für Systematik, Pflanzengeschichte und Pflanzengeographie 18(Beibl. 45): 6. 1894.

## Especies
- Stenostelma capense Schltr.
- Stenostelma carinatum (Schltr.) Bullock
- Stenostelma corniculatum (E.Mey.) Bullock
- Stenostelma eminens (Harv.) Bullock
- Stenostelma umbelluliferum (Schltr.) Bester & Nicholas